# Cerro Cantillana
Cerro Cantillana är ett berg i Chile.   Det ligger i provinsen Provincia de Melipilla och regionen Región Metropolitana de Santiago, i den södra delen av landet, 60 km sydväst om huvudstaden Santiago de Chile. Toppen på Cerro Cantillana är 2 280 meter över havet.
Terrängen runt Cerro Cantillana är huvudsakligen bergig, men den allra närmaste omgivningen är kuperad. Cerro Cantillana är den högsta punkten i trakten. Runt Cerro Cantillana är det mycket tätbefolkat, med 2 103 invånare per kvadratkilometer.. 
I omgivningarna runt Cerro Cantillana växer i huvudsak städsegrön lövskog.